# Alpes Poenninae

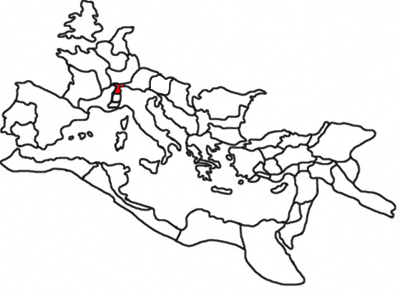
Imperiul Roman în anul 120 d.C. (cu provincia Alpes Poenninae)

Alpes Poenninae a fost o provincie a Imperiului Roman. Se crede că pe aici a traversat Hannibal Alpii, de aici venind numele de Poenninae (romanii îi numeau pe cartaginezi puni).